# Bronchocela smaragdina
Bronchocela smaragdina е вид влечуго от семейство Agamidae. Видът е световно застрашен, със статут Уязвим.

## Разпространение
Разпространен е във Виетнам и Камбоджа.